# Jieshi (köpinghuvudort i Kina, Shandong Sheng)
Jieshi (kinesiska: 界石, 界石镇) är en köpinghuvudort i Kina. Den ligger i provinsen Shandong, i den östra delen av landet, omkring 440 kilometer öster om provinshuvudstaden Jinan. Antalet invånare är 29 008. Befolkningen består av 14 293 kvinnor och 14 715 män. Barn under 15 år utgör 7,0 %, vuxna 15-64 år 73 %, och äldre över 65 år 19,0 %.
Runt Jieshi är det tätbefolkat, med 319 invånare per kvadratkilometer. Närmaste större samhälle är Wendeng, 18,5 km sydost om Jieshi. Trakten runt Jieshi består till största delen av jordbruksmark.
Genomsnittlig årsnederbörd är 743 millimeter. Den regnigaste månaden är juli, med i genomsnitt 227 mm nederbörd, och den torraste är januari, med 13 mm nederbörd.